# Wörterbuch der obersächsischen Mundarten
Das Wörterbuch der obersächsischen Mundarten ist eines der großlandschaftlichen Wörterbücher des Deutschen und erfasst die ostmitteldeutschen Dialekte, die im Freistaat Sachsen und in den nördlich anschließenden Grenzgebieten von Brandenburg und Sachsen-Anhalt gesprochen werden.

## Charakteristik
Das Wörterbuch ist ein alphabetisch geordnetes und synchron ausgerichtetes Bedeutungswörterbuch mit hochsprachlichen Stichwortansätzen.

## Geschichte
Das Projekt wurde 1928 gegründet. Nach Vernichtung des gesamten Materials durch Brand 1943 wurde im Jahre 1955 die Arbeitsstelle Wörterbuch der obersächsischen Mundarten unter der Obhut der Sächsischen Akademie der Wissenschaften zu Leipzig neu gegründet, und es wurde wieder mit dem Sammeln begonnen.
Von 1955 bis 1977 erfolgte die Sammlung, wissenschaftliche Bearbeitung, Auswertung und Ordnung des Sprachmaterials einschließlich der Anfertigung von 200 wortgeographischen Karten. 1978 begann die Ausarbeitung von Wortartikeln. 1994 wurde die Veröffentlichung des Werkes im Akademie Verlag Berlin gestartet. In Übereinstimmung mit dem Hessisch-Nassauischen Volkswörterbuch und dem Thüringischen Wörterbuch wurde mit der Ausarbeitung beim Buchstaben L begonnen. 2003 wurde das Wörterbuch abgeschlossen und die Arbeitsstelle aufgelöst.

## Publikation
- Band 3 (L–R) 1994
- Band 4 (S–Z) 1996
- Band 1 (A–F) 1998
- Band 2 (G–K) 2003

## Vorgängerwerk
Bereits vor dem Ersten Weltkrieg war ein „Wörterbuch der obersächsischen und erzgebirgischen Mundarten“ in zwei Bänden (Band 1: A–J, XIII, 575 Seiten, im Jahr 1911 vom Verlag Baensch in Dresden herausgebracht; Band 2: K–Z sowie Nachträge, 819 Seiten, 1914 im Verlag Baensch in Dresden) erschienen. Autor war Karl Müller-Fraureuth. Dieses erschien 1968 als Reprint im Zentralantiquariat der DDR.